# André Weil
André Weil (Parigi, 6 maggio 1906 – Princeton, 6 agosto 1998) è stato un matematico francese, tra i maggiori del XX secolo, noto per essere stato uno degli iniziatori del gruppo Bourbaki.

## Biografia
Nasce da una famiglia ebraica, fratello di Simone Weil, filosofa e mistica.
Si appassiona alla matematica a soli 10 anni. Dopo i primi studi a Parigi, viaggia soprattutto per cercare un'istruzione matematica migliore di quella che la Francia gli poteva offrire negli anni seguenti la prima guerra mondiale. Frequenta così diverse università straniere e rimane fortemente influenzato dalle novità che può osservare ed apprendere soprattutto a Roma e a Gottinga. Nel 1928 ottiene il dottorato dall'Università di Parigi, avendo come supervisori Jacques Hadamard ed Émile Picard, con una dissertazione sulle equazioni diofantee con la quale risolve un problema dibattuto da tempo. Dal 1930 al 1933 è in India all'Aligarh Muslim University, poi torna in Francia.
Lui per primo ha l'idea di costituire un gruppo che operi per rinnovare la cultura matematica nella Francia di quegli anni e per riscrivere i testi adottati nei corsi universitari, giudicati pesantemente inadeguati. Nel 1935 è tra i fondatori dell'Association des collaborateurs de Nicolas Bourbaki.
Dopo la seconda guerra mondiale, Weil si trasferisce negli USA; prima insegna presso l'Università di Chicago, poi all'Institute for Advanced Study presso la Princeton University.
Il suo personale contributo agli sviluppi della matematica risulta fondamentale per gli sviluppi che molte aree di questa disciplina hanno avuto nella seconda metà del Novecento. I suoi contributi vanno dalla geometria differenziale ai gruppi di Lie. I due principali argomenti a cui Weil si dedica sono la Congettura di Riemann e il Programma di Langlands; inoltre contribuisce indirettamente alla dimostrazione dell'ultimo teorema di Fermat. Infatti nel 1993-1994 Andrew Wiles riesce ad ottenere tale dimostrazione lavorando dal 1985 al 1994 dopo essere stato ispirato dalle idee di Weil a proposito della cosiddetta congettura di Shimura-Taniyama-Weil.
Gli interessi di Weil non erano legati solo alla matematica; le sue diverse passioni andavano infatti dalla storia all'antropologia e ovviamente erano collegate ai suoi viaggi ed alle lingue: tra queste conosceva anche il latino, il greco e il sanscrito.

## Omaggi
- Gli è stato dedicato l'asteroide 289085 Andreweil.

## Opere
- André Weil, Ricordi di apprendistato. Vita di un matematico, a cura di Claudio Bartocci, Collana Saggi n.786, Torino, Einaudi, 1994, ISBN 978-88-06-12730-5.  Collana Ritratti, Castelvecchi Editore, Roma, 2013, ISBN 978-88-7615-825-4.
- André Weil, Teoria dei numeri, traduzione di A. Collo, Collana Le Navi, Roma, Castelvecchi, 2014, ISBN 978-88-6826-059-0.
- André Weil, La fredda bellezza. Dalla metafisica alla matematica, A cura di Niccolò Argentieri, Collana Etcetera, Roma, Castelvecchi, 2014, ISBN 978-88-6826-751-3.
- André Weil, Simone Weil, L'arte della matematica, A cura di R. Chenavier, A.A. Devaux, M. C. Sala, Adelphi, Milano 2018, ISBN 978-88-4593-256-4